# Tomboy
Tomboy — программа для создания заметок в среде GNOME. Tomboy представляет собой блокнот с вики-интерфейсом и часто применяется для управления персональной информацией. Для связывания заметок используются ссылки. Так, слова, для которых есть одноимённые заметки, автоматически становятся гиперссылками.
Эта программа написана на C# с использованием библиотеки Gtk# и является свободной.

## Возможности
Некоторые поддерживаемые возможности:
- Подсвечивание текста
- Встроенная проверка орфографии с использованием GtkSpell
- Автоматическое определение web- и e-mail-адресов в тексте
- Отмена/Возврат правок
- Изменение шрифта
- Маркированные списки
- Синхронизация заметок через SSH, WebDAV или Ubuntu One

## Расширения
Tomboy поддерживает расширения, включая:
- Ссылки на письма Evolution
- Интеграция с Bugzilla
- Galago/Pidgin presence
- Текст фиксированной ширины
- Заметка Дня (Note of Day) (по умолчанию не включен)
- Экспорт в HTML
- Ввод формул LaTeX (по умолчанию не установлен)
- Печать

## Поддержка Windows и Mac
Возможности последнего стабильного релиза включают поддержку Windows и Mac OS X.

## Gnote
Gnote — клон Tomboy, написанный на C++, чтобы избежать зависимости от Mono, подвергаемой многими критике. Ричард Столлман, основатель Фонда свободного программного обеспечения, утверждает, что «Microsoft, вероятно, планирует однажды сделать все свободные реализации C# незаконными с помощью патентов на ПО» и порекомендовал разработчикам избегать того, что он называет «неоправданным риском», ассоциируемым с «зависимостью от свободных реализаций C#».
Gnote включён в Fedora 10 и 11, Debian 6.0, Ubuntu 9.10.